# Bo'ai
Bo'ai (en chino, 博爱; pinyin, Bo'ai) es un condado  bajo la administración directa de la Prefectura Jiaozuo en la Provincia de Henan, República Popular China.  Su área es de  km² y su población total para 2010 superó los  mil habitantes. 

## Administración
Desde octubre de 2022, el  Condado Bo'ai se divide en 9 pueblos que se administran en 2 subdistritos,  5 poblados y 2 villas.

## Toponimia
El topónimo Bo'ai significa literalmente "fraternidad". El nombre fue tomado directamente del cuarto principio del "Testamento de Sun Yat-sen" (孙中山遗嘱); Libertad, democracia, igualdad, fraternidad.  Tras la muerte Sun Yat-sen en 1925, el Kuomintang impulsó su legado. "Bo'ai" era un concepto frecuente en sus discursos, inspirado en el lema francés "Liberté, Égalité, Fraternité".
En agosto de 1927 se dividido el Condado Qinyang (沁阳县) para crear Bo'ai.
Es el único condado nombrado directamente a partir de los principios de Sun Yat-sen.